# Diaziella latipennis
Diaziella latipennis is een vliesvleugelig insect uit de familie Pteromalidae. De wetenschappelijke naam is voor het eerst geldig gepubliceerd in 1987 door Gardiner.